# Diskografie Pharrella Williamse
Toto je seznam vydané diskografie amerického hudebníka Pharrella Williamse.

## Alba

### Sólová studiová alba
| Název      | Detaily o albu                                                     | Umístění v hitparádách | Umístění v hitparádách | Umístění v hitparádách | Umístění v hitparádách | Umístění v hitparádách | Umístění v hitparádách | Umístění v hitparádách | Umístění v hitparádách | Umístění v hitparádách | Umístění v hitparádách | Certifikace                                                                                | Prodeje                     |
| Název      | Detaily o albu                                                     | US                     | AUS                    | CAN                    | DEN                    | GER                    | IRE                    | NL                     | NZ                     | SWI                    | UK                     | Certifikace                                                                                | Prodeje                     |
| ---------- | ------------------------------------------------------------------ | ---------------------- | ---------------------- | ---------------------- | ---------------------- | ---------------------- | ---------------------- | ---------------------- | ---------------------- | ---------------------- | ---------------------- | ------------------------------------------------------------------------------------------ | --------------------------- |
| In My Mind | - Vydáno: 25. července 2006 - Vydavatelství: Star Trak, Interscope | 3                      | 15                     | 8                      | 21                     | 14                     | 21                     | 3                      | 13                     | 5                      | 7                      | - BPI: Silver                                                                              | - US: 406,000               |
| Girl       | - Vydáno: 3. března 2014 - Vydavatelství: I Am Other, Columbia     | 2                      | 1                      | 2                      | 1                      | 2                      | 3                      | 2                      | 2                      | 1                      | 1                      | - RIAA: Gold - ARIA: Platinum - BPI: Platinum - IFPI SWI: Gold - NVPI: Gold - MC: Platinum | - US: 591,000 - UK: 300,000 |

### Mixtapy
| Název                                                              | Detaily o mixtapu        |
| ------------------------------------------------------------------ | ------------------------ |
| In My Mind: The Prequel                                            | - Vydáno: 2006           |
| The Billionaire Boys Club Tape                                     | - Vydáno: 29. října 2010 |
| Black Yacht Rock, Vol. 1: City of Limitless Access (jako Virginia) | - Vydáno: 5. dubna 2024  |

## Singly

### Jako hlavní umělec
| "Frontin'" (feat. Jay-Z)                                                                | 2003 | 5  | 28 | 15 | —   | 61 | 16 | 21 | —  | 23 | 6   | - BPI: Gold | Clones                  |
| "Show Me Your Soul" (s P. Diddy, Lenny Kravitz a Loon)                                  | 2003 | —  | 45 | —  | —   | 61 | —  | —  | —  | 62 | 35  | | Mizerové II             |
| "Can I Have It Like That" (feat. Gwen Stefani)                                          | 2005 | 49 | 22 | —  | 78  | 37 | 12 | 15 | 18 | 28 | 3   | | In My Mind              |
| "Angel"                                                                                 | 2006 | —  | 44 | —  | —   | 62 | 20 | 35 | —  | —  | 15  | | In My Mind              |
| "Number One" (feat. Kanye West)                                                         | 2006 | 57 | —  | —  | —   | —  | —  | —  | —  | —  | 31  | | In My Mind              |
| "That Girl" (feat. Snoop Dogg a Charlie Wilson)                                         | 2006 | —  | —  | —  | —   | —  | —  | —  | —  | —  | —   | | In My Mind              |
| "My Drive Thru" (s Julian Casablancas a Santigold)                                      | 2008 | —  | —  | —  | —   | —  | —  | —  | —  | —  | —   | | Singl bez alb           |
| "Happy"                                                                                 | 2013 | 1  | 1  | 1  | 1   | 1  | 1  | 1  | 1  | 1  | 1   | - RIAA: 11× Platinum - ARIA: Diamond - BPI: 6× Platinum - BVMI: 9× Gold - IFPI DEN: 2× Platinum - IFPI SWI: Platinum - MC: 6× Platinum - RMNZ: 6× Platinum - SNEP: Diamond | Já, padouch 2 a Girl    |
| "Marilyn Monroe"                                                                        | 2014 | —  | 29 | —  | 27  | 25 | 35 | 18 | —  | 46 | 25  | - ARIA: Gold - BVMI: Gold - IFPI DEN: Gold | Girl                    |
| "Come Get It Bae"                                                                       | 2014 | 23 | 61 | 25 | 108 | —  | 92 | 84 | 30 | —  | 87  | - RIAA: Gold | Girl                    |
| "Gust of Wind"                                                                          | 2014 | —  | —  | —  | 32  | —  | —  | —  | —  | —  | 79  | | Girl                    |
| "It Girl"                                                                               | 2014 | —  | —  | —  | 60  | —  | —  | —  | —  | —  | 191 | | Girl                    |
| "Freedom"                                                                               | 2015 | —  | 41 | —  | 13  | 66 | —  | 27 | —  | 26 | 36  | - BPI: Silver | Já, padouch 3           |
| "Crave"                                                                                 | 2016 | —  | —  | —  | —   | —  | —  | —  | —  | —  | —   | | Skrytá čísla            |
| "Able"                                                                                  | 2016 | —  | —  | —  | —   | —  | —  | —  | —  | —  | —   | | Skrytá čísla            |
| "Sangria Wine" (s Camila Cabello)                                                       | 2018 | 83 | —  | 88 | —   | —  | 76 | —  | —  | 92 | 84  | | Singl bez alb           |
| "The Mantra" (s Kendrick Lamar a Mike Will Made It)                                     | 2018 | —  | —  | —  | —   | —  | —  | —  | —  | —  | —   | | Creed II: The Album     |
| "E-Lo" (s Los Unidades feat. Jozzy)                                                     | 2018 | —  | —  | —  | —   | —  | —  | —  | —  | —  | —   | | Global Citizen EP 1     |
| "Blast Off" (s Gesaffelstein)                                                           | 2019 | —  | —  | —  | —   | —  | —  | —  | —  | —  | —   | | Hyperion                |
| "Entrepreneur" (feat. Jay-Z)                                                            | 2020 | —  | —  | —  | —   | —  | —  | —  | —  | —  | —   | | Singl bez alb           |
| "Just a Cloud Away"                                                                     | 2022 | —  | —  | 85 | —   | —  | 47 | 90 | 27 | —  | 99  | | Já, padouch 2           |
| "Cash In Cash Out" (feat. 21 Savage a Tyler, the Creator)                               | 2022 | 26 | 62 | 33 | —   | —  | —  | —  | —  | —  | 73  | - RIAA: Gold | Singl bez alb           |
| "Stay with Me" (s Calvin Harris, Justin Timberlake, a Halsey)                           | 2022 | —  | 78 | 51 | —   | —  | 15 | 35 | —  | —  | 10  | - ARIA: Gold - BPI: Silver | Funk Wav Bounces Vol. 2 |
| "Down in Atlanta" (s Travis Scott)                                                      | 2022 | 88 | 68 | 56 | —   | 82 | 61 | 79 | —  | 25 | 81  | | Singl bez alb           |
| "Joy (Unstoppable)" (s Voices of Fire)                                                  | 2023 | —  | —  | —  | —   | —  | —  | —  | —  | —  | —   | | bude oznámeno           |
| "Riot (Rowdy Pipe'n)" (s ASAP Rocky)                                                    | 2023 | —  | —  | —  | —   | —  | —  | —  | —  | —  | —   | | Don't Be Dumb           |
| "Airplane Tickets" (se Swae Lee a Rauw Alejandro)                                       | 2023 | —  | —  | —  | —   | —  | —  | —  | —  | —  | —   | | Singl bez alb           |
| "Good People" (s Mumford & Sons)                                                        | 2024 | —  | —  | —  | —   | —  | —  | —  | —  | —  | —   | | bude oznámeno           |
| "Doctor (Work It Out)" (s Miley Cyrus)                                                  | 2024 | 74 | —  | 41 | —   | 44 | —  | —  | —  | —  | 46  | | bude oznámeno           |
| "Double Life"                                                                           | 2024 | 89 | —  | 68 | —   | —  | 52 | —  | —  | —  | 56  | | Já, padouch 4           |
| "Not in the Store" (s Doodles & Coi Leray)                                              | 2024 | —  | —  | —  | —   | —  | —  | —  | —  | —  | —   | | bude oznámeno           |
| "Can't Hold Me Down" (s Lil Yachty & Lil Wayne feat. Kyle Richh)                        | 2024 | —  | —  | —  | —   | —  | —  | —  | —  | —  | —   | | bude oznámeno           |
| "—" značí, že se nahrávka neumístila v hitparádách nebo v tomto území ani nebyla vydána |      |    |    |    |     |    |    |    |    |    |     | |                         |

### Jako vedlejší umělec
| "I Just Wanna Love U (Give It 2 Me)" (Jay-Z feat. Pharrell Williams)                    | 2000 | 11 | —  | —  | —   | 75 | —  | —  | —  | 86 | 17  | | The Dynasty: Roc La Familia             |
| "Formal Invite" (Ray J feat. Pharrell)                                                  | 2002 | —  | —  | —  | —   | —  | —  | —  | —  | —  | —   | | This Ain't a Game                       |
| "Pass the Courvoisier, Part II" (Busta Rhymes feat. P. Diddy a Pharrell)                | 2002 | 11 | 43 | —  | —   | 27 | 34 | —  | —  | 58 | 16  | | Genesis                                 |
| "Boys" (Britney Spears feat. Pharrell Williams)                                         | 2002 | —  | 14 | —  | 55  | 19 | 10 | 13 | 39 | 20 | 7   | - ARIA: Gold | Britney a Austin Powers - Goldmember    |
| "When the Last Time" (Clipse feat. Kelis a Pharrell Williams)                           | 2002 | 19 | —  | —  | —   | —  | —  | —  | —  | —  | 41  | | Lord Willin'                            |
| "From tha Chuuuch to da Palace" (Snoop Dogg feat. Pharrell)                             | 2002 | 77 | —  | —  | —   | 75 | —  | 97 | —  | —  | 27  | | Paid tha Cost to Be da Boss             |
| "Beautiful" (Snoop Dogg feat. Pharrell a Uncle Charlie Wilson)                          | 2003 | 6  | 4  | —  | 39  | 27 | 41 | 13 | 4  | 19 | 23  | - ARIA: Gold - BPI: Gold - RMNZ: Gold | Paid tha Cost to Be da Boss             |
| "Excuse Me Miss" (Jay-Z feat. Pharrell)                                                 | 2003 | 8  | 38 | —  | —   | 67 | —  | —  | —  | 76 | 17  | - RIAA: Gold | The Blueprint 2: The Gift & The Curse   |
| "Belly Dancer" (Kardinal Offishall feat. Pharrell)                                      | 2003 | —  | —  | —  | —   | —  | —  | —  | —  | —  | —   | | Singl bez alb                           |
| "Light Your Ass on Fire" (Busta Rhymes feat. Pharrell)                                  | 2003 | 58 | 59 | —  | —   | 86 | —  | —  | —  | 40 | 62  | | Clones                                  |
| "Change Clothes" (Jay-Z feat. Pharrell)                                                 | 2003 | 10 | 44 | —  | —   | 54 | 48 | —  | 42 | 44 | 32  | | The Black Album                         |
| "Drop It Like It's Hot" (Snoop Dogg feat. Pharrell)                                     | 2004 | 1  | 4  | —  | 21  | 8  | 7  | 7  | 1  | 3  | 10  | - RIAA: Gold - ARIA: Gold - BPI: Gold - BVMI: Gold - RMNZ: Gold                                                                                            | R&G (Rhythm & Gangsta): The Masterpiece |
| "Let's Get Blown" (Snoop Dogg feat. Pharrell)                                           | 2004 | 54 | —  | —  | —   | —  | 16 | 35 | 19 | 22 | 13  | | R&G (Rhythm & Gangsta): The Masterpiece |
| "Wanna Love You Girl" (Robin Thicke feat. Pharrell)                                     | 2005 | —  | —  | —  | —   | —  | —  | —  | —  | —  | —   | | The Evolution of Robin Thicke           |
| "Mr. Me Too" (Clipse feat. Pharrell)                                                    | 2006 | —  | —  | —  | —   | —  | —  | —  | —  | —  | —   | | Hell Hath No Fury                       |
| "Margarita" (Sleepy Brown feat. Big Boi a Pharrell)                                     | 2006 | —  | —  | —  | —   | —  | —  | —  | —  | —  | —   | | Mr. Brown                               |
| "Money Maker" (Ludacris feat. Pharrell)                                                 | 2006 | 1  | —  | —  | —   | 86 | —  | —  | —  | —  | —   | - RIAA: Platinum | Release Therapy                         |
| "Sex 'n' Money" (Paul Oakenfold feat. Pharrell)                                         | 2006 | —  | —  | —  | —   | —  | —  | —  | —  | —  | —   | | A Lively Mind                           |
| "Give It Up" (Twista feat. Pharrell)                                                    | 2007 | —  | —  | —  | —   | —  | —  | —  | —  | —  | —   | | Adrenaline Rush 2007                    |
| "Blue Magic" (Jay-Z feat. Pharrell)                                                     | 2007 | 55 | —  | —  | —   | —  | —  | —  | —  | —  | —   | | American Gangster                       |
| "I Know" (Jay-Z feat. Pharrell)                                                         | 2008 | —  | —  | —  | —   | —  | —  | —  | —  | —  | —   | | American Gangster                       |
| "Zock On!" (Teriyaki Boyz feat. Busta Rhymes a Pharrell)                                | 2008 | —  | —  | —  | —   | —  | —  | —  | —  | —  | —   | | Serious Japanese                        |
| "Universal Mind Control" (Common feat. Pharrell)                                        | 2008 | 62 | —  | —  | —   | —  | —  | —  | —  | —  | —   | | Universal Mind Control                  |
| "Announcement" (Common feat. Pharrell)                                                  | 2008 | —  | —  | —  | —   | —  | —  | —  | —  | —  | —   | | Universal Mind Control                  |
| "Work That!" (Teriyaki Boyz feat. Pharrell a Chris Brown)                               | 2009 | —  | —  | —  | —   | —  | —  | —  | —  | —  | —   | | Serious Japanese                        |
| "Blanco" (Pitbull feat. Pharrell)                                                       | 2009 | —  | —  | —  | —   | —  | —  | —  | —  | —  | —   | | Rychle a zběsile                        |
| "I'm Good" (Clipse feat. Pharrell)                                                      | 2009 | —  | —  | —  | —   | —  | —  | —  | —  | —  | —   | | Til the Casket Drops                    |
| "Popular Demand (Popeyes)" (Clipse feat. Cam'ron a Pharrell)                            | 2009 | —  | —  | —  | —   | —  | —  | —  | —  | —  | —   | | Til the Casket Drops                    |
| "ADD SUV" (Uffie feat. Pharrell)                                                        | 2010 | —  | —  | —  | —   | —  | —  | —  | —  | —  | —   | | Sex Dreams and Denim Jeans              |
| "One (Your Name)" (Swedish House Mafia feat. Pharrell)                                  | 2010 | —  | —  | 88 | 16  | 41 | 7  | 1  | —  | 13 | 7   | - ARIA: Platinum - BEL: Platinum - BPI: Platinum - DEN: Gold - SWE: 2× Platinum                                                                            | Until One & Until Now                   |
| "Here Ye, Hear Ye" (T.I. feat. Pharrell)                                                | 2011 | —  | —  | —  | —   | —  | —  | —  | —  | —  | —   | | Singl bez alb                           |
| "Celebrate" (Mika feat. Pharrell Williams)                                              | 2012 | —  | —  | —  | 33  | —  | —  | 75 | —  | —  | —   | - FIMI: Gold | The Origin of Love                      |
| "Blurred Lines" (Robin Thicke feat. T.I. a Pharrell)                                    | 2013 | 1  | 1  | 1  | 1   | 1  | 1  | 1  | 1  | 1  | 1   | - RIAA: 10× Platinum - ARIA: 9× Platinum - BPI: 4× Platinum - BVMI: 4× Platinum - IFPI SWI: Platinum - MC: 9× Platinum - RMNZ: 4× Platinum - SNEP: Diamond | Blurred Lines                           |
| "Get Lucky" (Daft Punk feat. Pharrell Williams)                                         | 2013 | 2  | 1  | 2  | 1   | 1  | 1  | 2  | 2  | 1  | 1   | - RIAA: 8× Platinum - ARIA: 6× Platinum - BPI: 3× Platinum - BVMI: 3× Gold - IFPI SWI: Platinum - RMNZ: 2× Platinum - SNEP: Diamond                        | Random Access Memories                  |
| "Feds Watching" (2 Chainz feat. Pharrell)                                               | 2013 | 66 | —  | —  | —   | 51 | —  | —  | —  | —  | —   | - RIAA: Gold | B.O.A.T.S. II: Me Time                  |
| "Get Like Me" (Nelly feat. Nicki Minaj a Pharrell)                                      | 2013 | —  | —  | —  | —   | —  | 96 | —  | —  | —  | 19  | | M.O.                                    |
| "Lose Yourself to Dance" (Daft Punk feat. Pharrell Williams)                            | 2013 | —  | —  | —  | 31  | —  | 62 | —  | —  | 59 | 49  | - BPI: Silver | Random Access Memories                  |
| "ATM Jam" (Azealia Banks feat. Pharrell)                                                | 2013 | —  | —  | —  | —   | —  | —  | —  | —  | —  | 169 | | Singl bez alb                           |
| "Move That Dope" (Future feat. Pharrell, Pusha T a Casino)                              | 2014 | 46 | —  | —  | —   | —  | —  | —  | —  | —  | —   | - RIAA: Gold | Honest                                  |
| "Aerosol Can" (Major Lazer feat. Pharrell Williams)                                     | 2014 | —  | 37 | —  | —   | —  | —  | —  | —  | —  | —   | | Apocalypse Soon                         |
| "Finna Get Loose" (Puff Daddy feat. Pharrell)                                           | 2015 | —  | —  | —  | —   | —  | —  | —  | —  | —  | —   | | No Way Out II                           |
| "WTF (Where They From)" (Missy Elliott feat. Pharrell Williams)                         | 2015 | 22 | 45 | 21 | —   | 82 | —  | —  | —  | —  | 66  | - RIAA: Platinum | Block Party                             |
| "Dream Bigger" (Axwell Λ Ingrosso feat. Pharrell)                                       | 2016 | —  | —  | —  | —   | —  | —  | —  | —  | —  | —   | | More Than You Know                      |
| "Safari" (J Balvin feat. Pharrell Williams, BIA a Sky)                                  | 2016 | —  | —  | —  | 132 | —  | —  | —  | —  | 76 | —   | | Energía                                 |
| "Surfin'" (Kid Cudi feat. Pharrell)                                                     | 2016 | —  | 77 | —  | —   | —  | —  | —  | —  | —  | —   | | Passion, Pain & Demon Slayin'           |
| "Go Up" (Cassius feat. Cat Powers & Pharrell Williams)                                  | 2017 |    |    |    |     |    |    |    |    |    |     | | Ibifornia                               |
| "Heatstroke" (Calvin Harris feat. Young Thug, Pharrell Williams a Ariana Grande)        | 2017 | 96 | 23 | 53 | —   | 85 | —  | —  | —  | 40 | 25  | - ARIA: Gold - BPI: Silver - RIAA: Gold | Funk Wav Bounces Vol. 1                 |
| "Feels" (Calvin Harris feat. Pharrell Williams, Katy Perry a Big Sean)                  | 2017 | 20 | 3  | 5  | 6   | 9  | 3  | 62 | 2  | 6  | 1   | - RIAA: 2× Platinum - ARIA: 6× Platinum - BPI: 2× Platinum - BVMI: Platinum - RMNZ: Platinum - SNEP: Platinum                                              | Funk Wav Bounces Vol. 1                 |
| "Uno Mas" (N.O.R.E. feat. Pharrell Williams)                                            | 2018 |    |    |    |     |    |    |    |    |    |     | | 5E                                      |
| "Midsection" (Kaytranada feat. Pharrell Williams)                                       | 2019 | —  | —  | —  | —   | —  | —  | —  | —  | —  | —   | | Bubba                                   |
| "10 Missed Calls" (Black Coffee feat. Pharrell Williams a Jozzy)                        | 2020 | —  | —  | —  | —   | —  | —  | —  | —  | —  | —   | | Subconsciously                          |
| "Juggernaut" (Tyler, the Creator feat. Lil Uzi Vert a Pharrell Williams)                | 2021 | 40 | 49 | 30 | —   | —  | —  | —  | 36 | —  | —   | - RIAA: Gold | Call Me If You Get Lost                 |
| "Hide" (Cassie feat. Pharrell Williams)                                                 |      |    |    |    |     |    |    |    |    |    |     | | Singl bez alb                           |
| "Neck & Wrist" (Pusha T feat. Jay-Z a Pharrell Williams)                                | 2022 | 76 | —  | 69 | —   | —  | —  | —  | —  | —  | —   | | It's Almost Dry                         |
| "At the Party" (Kid Cudi feat. Pharrell Williams a Travis Scott)                        | 2023 | —  | 47 | —  | —   | —  | —  | —  | —  | —  | —   | | Insano                                  |
| "—" značí, že se nahrávka neumístila v hitparádách nebo v tomto území ani nebyla vydána |      |    |    |    |     |    |    |    |    |    |     | |                                         |

## Další umístěné písně
| "Despicable Me"                                                                         | 2010 | —   | —  | —  | —   | —  | —   |                                               | Já, padouch                 |
| "Brand New" (s Justin Timberlake)                                                       | 2014 | 124 | —  | —  | 63  | 13 | 104 |                                               | Girl                        |
| "Hunter"                                                                                | 2014 | —   | —  | —  | 51  | —  | —   |                                               | Girl                        |
| "Gush"                                                                                  | 2014 | —   | —  | —  | 113 | —  | —   |                                               | Girl                        |
| "Lost Queen"                                                                            | 2014 | —   | —  | —  | 198 | —  | —   |                                               | Girl                        |
| "Know Who You Are" (s Alicia Keys)                                                      | 2014 | —   | —  | —  | 76  | —  | —   |                                               | Girl                        |
| "Neon Guts" (Lil Uzi Vert feat. Pharrell Williams)                                      | 2017 | 79  | —  | —  | —   | —  | —   | - RIAA: Gold                                  | Luv Is Rage 2               |
| "Skeletons" (Travis Scott feat. Pharrell Williams, Tame Impala, a the Weeknd)           | 2018 | 47  | —  | 42 | 110 | —  | —   | - RIAA: Platinum - MC: Platinum - BPI: Silver | Astroworld                  |
| "Spoiled" (Pop Smoke feat. Pharrell Williams)                                           | 2021 | —   | —  | 99 | —   | —  | —   |                                               | Faith                       |
| "Dat Right There" (Summer Walker feat. Pharrell Williams)                               | 2021 | 77  | —  | —  | —   | —  | —   |                                               | Still Over It               |
| "Movie Stars" (Jack Harlow feat. Pharrell Williams)                                     | 2022 | —   | 89 | 63 | —   | —  | —   |                                               | Come Home the Kids Miss You |
| "—" značí, že se nahrávka neumístila v hitparádách nebo v tomto území ani nebyla vydána |      |     |    |    |     |    |     |                                               |                             |

## Spolu umělec
| Název                                 | Rok  | Další umělec                                | Album                                 |
| ------------------------------------- | ---- | ------------------------------------------- | ------------------------------------- |
| "Blow My Whistle"                     | 2001 | Foxy Brown, Hikaru Utada, Chad Hugo         | Křižovatka smrti 2                    |
| "What's Yo Name"                      | 2001 | T.I.                                        | I'm Serious                           |
| "Blind Situation" (jako "D.R.U.G.S.") | 2001 | Shea Seger                                  | The May Street Project                |
| "Mr. Baller"                          | 2002 | Royce da 5'9", Clipse, Tré Little           | Rock City                             |
| "Crew Deep" (The V.A. Remix)          | 2002 | Skillz, Clipse, Missy "Misdemeanor" Elliott | "Crew Deep" single                    |
| "The Art of Noise"                    | 2004 | Cee Lo Green                                | Cee-Lo Green... Is the Soul Machine   |
| "Let's Stay Together"                 | 2004 | Cee Lo Green                                | Cee-Lo Green... Is the Soul Machine   |
| "Hot Sauce to Go"                     | 2004 | Jadakiss                                    | Kiss of Death                         |
| "Play It Off"                         | 2004 | Nelly                                       | Suit                                  |
| "Class System"                        | 2004 | Handsome Boy Modeling School, Julee Cruise  | White People                          |
| "Goin' Out"                           | 2005 | Faith Evans, Pusha T                        | The First Lady                        |
| "Already Platinum"                    | 2005 | Slim Thug                                   | Already Platinum                      |
| "When I Get You Home (A.I.O.U.)       | 2005 | Twista, Pharrell Williams                   | The Day After                         |
| "Goodlife"                            | 2006 | T.I., Common                                | King                                  |
| "Gettin' Some Head"                   | 2006 | Lil Wayne                                   | Dedication 2                          |
| "Gettin' Some" (Remix)                | 2006 | Shawnna, Ludacris, Lil Wayne, Too Short     | Block Music                           |
| "Vente Mami"                          | 2006 | N.O.R.E., Zion                              | N.O.R.E. y la Familia...Ya Tú Sabe    |
| "Anything"                            | 2006 | Jay-Z, Usher                                | Kingdom Come                          |
| "Yummy"                               | 2006 | Gwen Stefani                                | The Sweet Escape                      |
| "Cheers"                              | 2007 | DJ Drama, Clipse                            | Gangsta Grillz: The Album             |
| "Let It Go (Lil Mama)"                | 2008 | Nelly                                       | Brass Knuckles                        |
| "Ay Man"                              | 2009 | Lil Wayne                                   | žádné                                 |
| "Stress Ya"                           | 2009 | Jadakiss                                    | The Last Kiss                         |
| "Kill Dem"                            | 2009 | Busta Rhymes, Tosh                          | Back on My B.S.                       |
| "So Ambitious"                        | 2009 | Jay-Z                                       | The Blueprint 3                       |
| "Let It Loose"                        | 2009 | Wale                                        | Attention Deficit                     |
| "Special"                             | 2009 | Snoop Dogg, Brandy                          | Malice n Wonderland                   |
| "Fun, Fun, Fun"                       | 2010 | žádné                                       | Já, padouch                           |
| "Minion Mambo"                        | 2010 | The Minions, Lupe Fiasco                    | Já, padouch                           |
| "Prettiest Girls"                     | 2010 | žádné                                       | Já, padouch                           |
| "Rocket's Theme"                      | 2010 | žádné                                       | Já, padouch                           |
| "Amazing"                             | 2010 | T.I.                                        | No Mercy                              |
| "In My '64"                           | 2011 | Game, Snoop Dogg                            | Purp & Patron                         |
| "Dedicated"                           | 2011 | Game                                        | Purp & Patron                         |
| "Bang Bang"                           | 2011 | Swizz Beatz, Pusha T                        | Monster Mondays Vol. 1                |
| "If You Want To"                      | 2011 | Travis Barker, Lupe Fiasco                  | Give the Drummer Some                 |
| "It Must Be Me"                       | 2011 | The Game                                    | žádné                                 |
| "Real"                                | 2011 | The-Dream                                   | 1977                                  |
| "Raid"                                | 2011 | Pusha T, 50 Cent                            | Fear of God II: Let Us Pray           |
| "MMG the World is Ours"               | 2012 | Rick Ross, Meek Mill, Stalley               | Rich Forever                          |
| "Lil' Homie"                          | 2012 | Tyga                                        | Careless World: Rise of the Last King |
| "When My Niggas Come Home"            | 2012 | Game, Snoop Dogg                            | California Republic                   |
| "It Must Be Tough"                    | 2012 | Game, Mysonne                               | California Republic                   |
| "They Don't Want None"                | 2012 | Game, Shyne                                 | California Republic                   |
| "Roll My Shit"                        | 2012 | Game, Snoop Dogg                            | California Republic                   |
| "Chasin' Paper"                       | 2012 | Currensy                                    | The Stoned Immaculate                 |
| "Twisted"                             | 2012 | Usher                                       | Looking 4 Myself                      |
| "Lift Off"                            | 2012 | Conor Maynard                               | Contrast                              |
| "As Far As They Know"                 | 2012 | Buddy                                       | Idle Time                             |
| "Errybody"                            | 2012 | Masia One, Game, Isis                       | žádné                                 |
| "Presidential" (Remix)                | 2012 | Rick Ross, Rockie Fresh                     | The Black Bar Mitzvah                 |
| "Rise Above"                          | 2012 | Wiz Khalifa, Tuki Carter, Amber Rose        | O.N.I.F.C.                            |
| "Pretty Flacko" (Remix)               | 2013 | ASAP Rocky, Gucci Mane, Waka Flocka Flame   | Long. Live. ASAP                      |
| "IFHY"                                | 2013 | Tyler, The Creator                          | Wolf                                  |
| "The Problem (Lawwwddd)"              | 2013 | N.O.R.E.                                    | Student of the Game                   |
| "IDGAF"                               | 2013 | Mike Posner                                 | žádné                                 |
| "Hugs"                                | 2013 | The Lonely Island                           | The Wack Album                        |
| "Feet to the Fire"                    | 2013 | Kelly Rowland                               | Talk a Good Game                      |
| "Wanderlust"                          | 2013 | The Weeknd                                  | Kiss Land                             |
| "IDGAF"                               | 2013 | Nelly, T.I.                                 | M.O.                                  |
| "S.N.I.T.C.H."                        | 2013 | Pusha T                                     | My Name Is My Name                    |
| "See That Boy Again"                  | 2014 | Mary J. Blige                               | Think Like a Man Too (soundtrack)     |
| "Oh Yeah"                             | 2014 | T.I.                                        | Paperwork                             |
| "Paperwork"                           | 2014 | T.I.                                        | Paperwork                             |
| "Light 'Em Up (RIP Doe B)"            | 2014 | T.I., Watch The Duck                        | Paperwork                             |
| "Shine"                               | 2015 | Gwen Stefani                                | Paddington                            |
| "Keep Da O's"                         | 2015 | Tyler, The Creator                          | Cherry Bomb                           |
| "Tease"                               | 2015 | Jamie Foxx                                  | Hollywood: A Story of a Dozen Roses   |
| "What a Year"                         | 2015 | Big Sean                                    | žádné                                 |
| "Hear Me"                             | 2016 | A$AP Rocky                                  | žádné                                 |
| "123 Victory (Remix)"                 | 2016 | Kirk Franklin                               | Singl bez alb                         |
| "Numbers"                             | 2016 | Skepta                                      | Konnichiwa                            |
| "Flight at First Sight / Advanced"    | 2016 | Kid Cudi                                    | Passion, Pain & Demon Slayin'         |
| "The Turn Down"                       | 2017 | Thundercat                                  | Drunk                                 |
| "Aries (Yugo)"                        | 2017 | Mike Will Made It                           | Ransom 2                              |
| "Icha Gicha"                          | 2017 | Kap G                                       | Supa Jefe                             |
| "Bring Dem Things"                    | 2017 | French Montana                              | Jungle Rules                          |
| "Wings"                               | 2017 | Vic Mensa                                   | The Autobiography                     |
| "Enjoy Right Now, Today"              | 2017 | Tyler, The Creator                          | Flower Boy                            |
| "Bailan"                              | 2017 | 2 Chainz                                    | Pretty Girls Like Trap Music          |
| "Neon Guts"                           | 2017 | Lil Uzi Vert                                | Luv Is Rage 2                         |
| "Stare"                               | 2017 | Ty Dolla $ign, Wiz Khalifa                  | Beach House 3                         |
| "I Got the Juice"                     | 2018 | Janelle Monáe                               | Dirty Computer                        |
| "Chanel"                              | 2018 | Rae Sremmurd, Swae Lee                      | SR3MM                                 |
| "Blazed"                              | 2018 | Ariana Grande                               | Sweetener                             |
| "Saw Lightning"                       | 2019 | Beck                                        | Hyperspace                            |
| "Are We Still Friends?"               | 2019 | Tyler, the Creator                          | Igor                                  |
| "Frontal Lobe Muzik"                  | 2019 | Daniel Caesar                               | Case Study 01                         |
| "Woah (Remix)"                        | 2020 | Snoh Aalegra                                | Singl bez alb                         |
| "Cherry Pie"                          | 2020 | Buju Banton                                 | Upside Down 2020                      |
| "JU$T"                                | 2020 | Run the Jewels, Zack De La Rocha            | RTJ4                                  |
| "Certified Neptunes"                  | 2021 | Moneybagg Yo                                | A Gangsta's Pain                      |
| "Functional Addict"                   | 2022 | Nigo, Gunna                                 | I Know Nigo!                          |
| "Paper Plates"                        | 2022 | Nigo, A$AP Ferg                             | I Know Nigo!                          |